# Darmareh
Darmareh (persiska: درمره) är en ort i Iran.   Den ligger i provinsen Lorestan, i den västra delen av landet, 400 km sydväst om huvudstaden Teheran. Darmareh ligger 1 103 meter över havet och antalet invånare är 656.
Terrängen runt Darmareh är kuperad åt nordost, men åt sydväst är den bergig. Darmareh ligger nere i en dal. Runt Darmareh är det ganska tätbefolkat, med 72 invånare per kvadratkilometer. Närmaste större samhälle är Khāţereh, 13,5 km sydost om Darmareh. Omgivningarna runt Darmareh är i huvudsak ett öppet busklandskap.